# Zijbeuk

schip van een kruiskerk

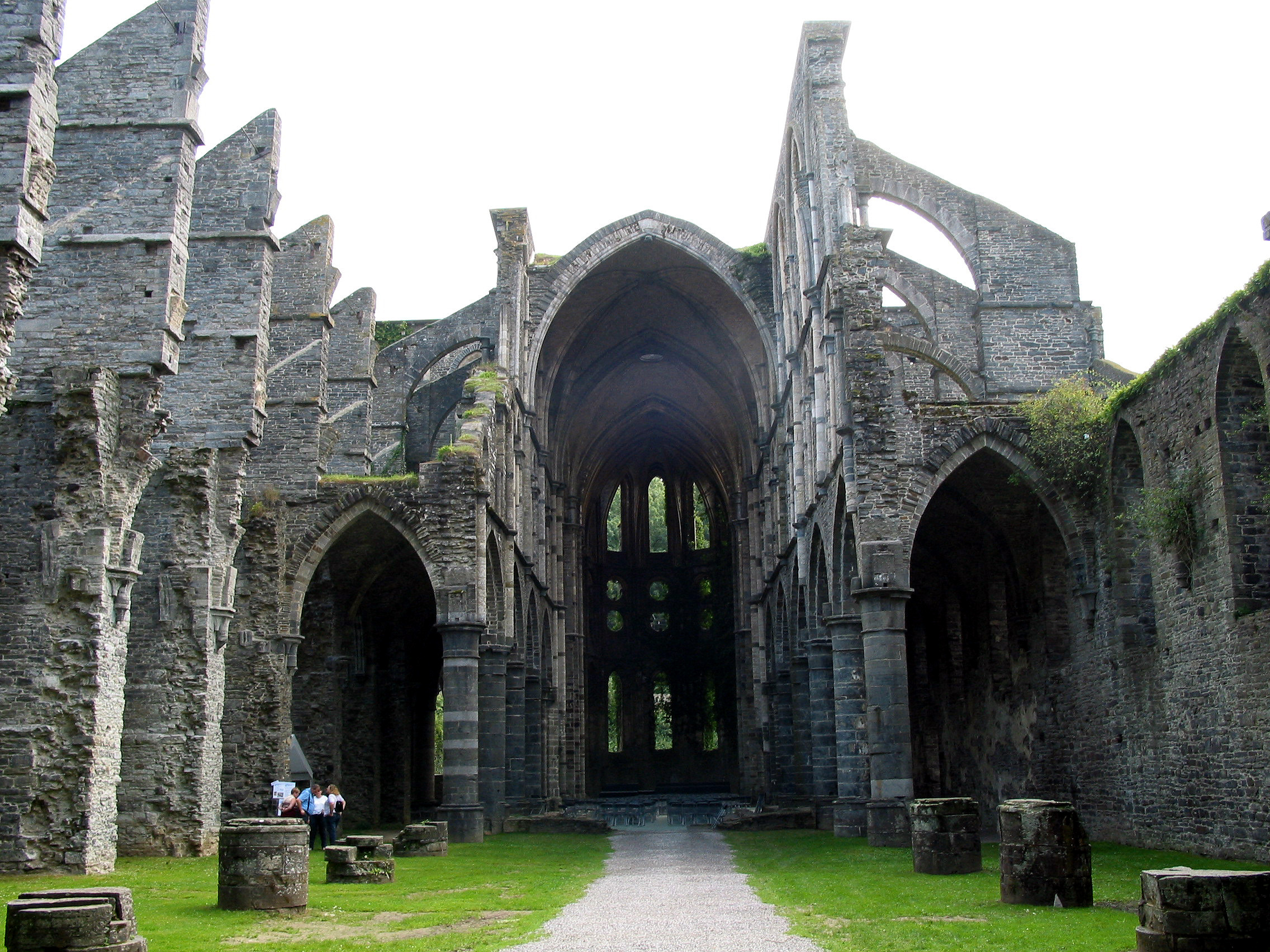
Schip met lagere zijbeuken van de voormalige Abdij van Villers.

Een zijbeuk is in de christelijke kerk een ruimte die evenwijdig loopt aan het middenschip, ook wel de (midden)beuk. Net als het middenschip en de eventuele dwarsbeuken is de zijbeuk een langgerekte ruimte tussen twee rijen kolommen die uit verschillende aan elkaar geschakelde traveeën bestaat. Een beuk is een langgerekte ruimte tussen twee rijen kolommen in een kruiskerk. Zijbeuken komen ook voor bij (middeleeuwse) hallen, markthallen, boerderijen en boerenschuren.
De zijbeuken zijn meestal smaller en lager dan het middenschip. Als ze even hoog zijn, spreekt men van een hallenkerk; dan spreekt men liever van een middenschip met zijschepen. De normale afdekking van een zijbeuk is in de regel een lessenaarsdak. De plattegrond van de zijbeuk is meestal recht, maar kan ook om het koor heen getrokken zijn, een zogenoemde kooromgang.
Als een kerk al voorzien was van een zijbeuk, werd deze in de Middeleeuwen vaak uitgebreid met meerdere zijbeuken, zoals te zien is bij de Onze-Lieve-Vrouwekathedraal te Antwerpen met drie zijbeuken aan beide zijden en bij de Sint-Janskathedraal in 's-Hertogenbosch met twee zijbeuken aan beide zijden. Als de stad na al deze bouwactiviteiten nog steeds genoeg geld had, werden er vaak nog een rij kapellen naast de zijbeuken gebouwd, zijkapellen die bestemd waren voor de belangrijke heiligen van de betreffende stad.